# Medalles del Cercle d'Escriptors Cinematogràfics de 1950
La cerimònia de lliurament de les medalles del Cercle d'Escriptors Cinematogràfics de 1950 va tenir lloc el 27 de febrer de 1951. Va ser el sisè lliurament de aquestes medalles atorgades per primera vegada cinc anys abans pel Cercle d'Escriptors Cinematogràfics (CEC). Els premis tenien per finalitat distingir als professionals del cinema espanyol pel seu treball durant l'any 1950. Per primera vegada es va decidir que els guardons fossin concedits durant una gran festa celebrada en un local de moda, que va ser el recentment inaugurat Hotel Emperador. Es van concedir medalles en setze categories; les mateixes quinze de l'edició anterior i una nova destinada a premiar la millor labor periodística.

## Llista de medalles
| Categoria                    | Premiat                                                                                             | Labor premiada         |
| ---------------------------- | --------------------------------------------------------------------------------------------------- | ---------------------- |
| Millor pel·lícula            | Agustina de Aragón                                                                                  | pel·lícula             |
| Millor director              | José Luis Sáenz de Heredia                                                                          | Don Juan               |
| Millor actriu principal      | Ana Mariscal                                                                                        | De mujer a mujer       |
| Millor actor principal       | Fernando Fernán Gómez                                                                               | El último caballo      |
| Millor actriu secundària     | Elena Salvador                                                                                      | Pequeñeces             |
| Millor actor secundari       | Nicolás Perchicot                                                                                   | Cuentos de la Alhambra |
| Millor fotografia            | José Fernández Aguayo                                                                               | Flor de lago           |
| Millor música                | Jesús García Leoz                                                                                   | Flor de lago           |
| Millors decorats             | Enrique Alarcón                                                                                     | La noche del sábado    |
| Millor argument original     | Edgar Neville                                                                                       | El último caballo      |
| Millor guió                  | Guillermo Fernández-Shaw Francisco Ramos de Castro Ricardo Toledo Fernando Merelo José Díaz Morales | La Revoltosa           |
| Millor labor literària       | Azorín                                                                                              |                        |
| Millor pel·lícula estrangera | El lladre de bicicletes                                                                             | pel·lícula             |
| Premi Jimeno                 | María de los Ángeles Morales (Actriu i cantant)                                                     | La Revoltosa           |
| Millor llibre                | Fernando Méndez Leite                                                                               | Secretos del cine      |
| Millor labor periodística    | Alfredo Tocildo                                                                                     |                        |

## Premi especial
Es va concedir un premi especial a l'actor portuguès Antonio Vilar per la seva interpretació a Don Juan.